# Lionel Meunier
Pour les articles homonymes, voir Meunier.
Lionel Meunier est un chef d'orchestre et chanteur lyrique basse français, né le 12 mai 1981 à Clamecy dans la Nièvre et résidant en Belgique à Namur,. En 2004, il fonde l'ensemble baroque Vox Luminis et en assure la direction depuis.

## Biographie
Lionel Meunier naît le 12 mai 1981 dans la ville Clamecy. Il voit à la télévision le musicien trompettiste français Maurice André, ce qui lui donne envie de faire de la musique, et de la trompette en particulier.

### Formation
Lionel Meunier est inscrit par ses parents à l'âge de six ans dans une formation musicale de l'école de musique de Clamecy (aujourd'hui Établissement d'enseignement artistique des vaux d'Yonne) pendant douze années ; il y apprend le solfège et la trompette dans la classe de Denis Dupont. À cause de la pose d'un appareil dentaire, il délaisse la trompette et se met à apprendre la flûte à bec. C'est à ce moment-là qu'il décide de devenir musicien et professeur de musique.
Il est passionné très tôt par la musique et la musique ancienne en particulier. Il entame un cursus dès dix-huit ans à l'Institut royal supérieur de musique et de pédagogie à Namur en Belgique et y est diplômé d'une licence en flûte à bec. Durant ses années à l'IMEP, il apprend avec Tatiana Babut du Marès ainsi qu'Hugo Reyne, fondateur de la La Simphonie du Marais ; il a également l'occasion d'y travailler avec Jean Tubéry. Dans cette école, il y prend par obligation un cours de chant, qui est pour lui une révélation.
Par la suite, il poursuit donc son apprentissage en se dirigeant vers le chant. Il intègre le Conservatoire royal de La Haye aux Pays-Bas, et y étudie avec Rita Dams et Peter Kooij. Dans le même temps, Lionel Meunier entame un début de carrière en tant que concertiste et se fait remarquer comme soliste. Il rejoint plusieurs ensembles tels que Collegium Vocale de Gand, l'Amsterdam Baroque Choir ou encore le Chœur mondial des Jeunes. Lorsqu'il est au sein de ce dernier, il chante avec le ténor Michael Spyres. Il intègre également le Chœur de chambre de Namur et ses Solistes.

### Vox Luminis
Il fonde peu après son ensemble, Vox Luminis, en 2004. Ensemble baroque et de musique ancienne, il passe la majeure partie de sa carrière avec celui-ci, construisant sa carrière autour. Il va notamment participer à de nombreux concerts (environ 70 par an dans la deuxième moitié des années 2010) et enregistrer une quinzaine de disques avec lui. Lionel Meunier y assure plusieurs fonctions : celles de directeur artistique, de chanteur, il gère le programme et la distribution ainsi que la gestion globale de l'ensemble. Lionel Meunier, à travers l'ensemble, est suivi par Outhere Music avec principalement le label Ricercar.

### Carrière
En 2013, la ville de Namur décerne au chanteur le titre Namurois de l’Année dans le domaine de la culture. En 2015, Lionel Meunier dirige avec Jean Tubéry une production en concert de l'opéra King Arthur d'Henry Purcell à La Fenice de Venise. Il y dirige notamment les soprani française Sophie Junker et belge Caroline Weynants. En 2017, il participe au Aldeburgh Festival avec son ensemble pour jouer Sacred and Profane de Benjamin Britten.
Entre 2018 et 2020, Lionel Meunier est embauché par le Théâtre National de Bretagne à Rennes comme professeur artistique pour jeunes acteurs.
En 2019, le chanteur participe au festival les Flâneries musicales de Reims avec son ensemble et y chante des cantates de Jean-Sébastien Bach. En 2021, il dirige un concert autour de Jean-Sébastien Bach notamment avec le Conservatoire de Paris à l'Église Protestante Allemande. En 2022, Lionel Meunier dirige de nouveau une production de King Arthur, cette fois au Teatro Real de Madrid ; il y dirige de nouveau Sophie Junker. Le chef d'orchestre y chante également.

## Style et répertoire
Lionel Meunier s'implique particulièrement dans le répertoire musical allemand et italien des XVIIe et XVIIIe siècles. Sa voix est de tessiture baryton-basse.

## Discographie
- Marc-Antoine Charpentier, Orphée aux Enfers, chez Alpha, 2020, enregistré en 2019, Vox Luminis et A Nocte Temporis, dirigés par Lionel Meunier, Reinoud Van Mechelen dans le rôle d'Orphée, Déborah Cachet Euridice. Le CD contient la cantate Orphée descendant aux Enfers, H.471 et l'opéra La Descente d’Orphée aux Enfers, H.488[11]